# باثانكوت
باثانكوت هي مدينة، في الهند، تقع في منطقة باثانكوت، بلغ عدد سكانها 155,909 نسمة وذلك حسب إحصائيات سنة 2011، رمزها البريدي هو 145001.

## المناخ
يظهر الجدول التالي التغييرات المناخية على مدار السنة لباثانكوت:
| البيانات المناخية لـباثانكوت      | البيانات المناخية لـباثانكوت | البيانات المناخية لـباثانكوت | البيانات المناخية لـباثانكوت | البيانات المناخية لـباثانكوت | البيانات المناخية لـباثانكوت | البيانات المناخية لـباثانكوت | البيانات المناخية لـباثانكوت | البيانات المناخية لـباثانكوت | البيانات المناخية لـباثانكوت | البيانات المناخية لـباثانكوت | البيانات المناخية لـباثانكوت | البيانات المناخية لـباثانكوت | البيانات المناخية لـباثانكوت |
| الشهر                             | يناير                        | فبراير                       | مارس                         | أبريل                        | مايو                         | يونيو                        | يوليو                        | أغسطس                        | سبتمبر                       | أكتوبر                       | نوفمبر                       | ديسمبر                       | المعدل السنوي                |
| --------------------------------- | ---------------------------- | ---------------------------- | ---------------------------- | ---------------------------- | ---------------------------- | ---------------------------- | ---------------------------- | ---------------------------- | ---------------------------- | ---------------------------- | ---------------------------- | ---------------------------- | ---------------------------- |
| الدرجة القصوى °م (°ف)             | 28 (82)                      | 29 (84)                      | 35 (95)                      | 43 (109)                     | 46 (115)                     | 49 (120)                     | 46 (115)                     | 41 (106)                     | 40 (104)                     | 40 (104)                     | 35 (95)                      | 29 (84)                      | 49 (120)                     |
| متوسط درجة الحرارة الكبرى °م (°ف) | 18 (64)                      | 21 (70)                      | 26 (79)                      | 33 (91)                      | 37 (99)                      | 39 (102)                     | 34 (93)                      | 33 (91)                      | 33 (91)                      | 31 (88)                      | 25 (77)                      | 19 (66)                      | 29 (84)                      |
| متوسط درجة الحرارة الصغرى °م (°ف) | 8 (46)                       | 11 (52)                      | 16 (61)                      | 22 (72)                      | 26 (79)                      | 29 (84)                      | 28 (82)                      | 28 (82)                      | 26 (79)                      | 21 (70)                      | 14 (57)                      | 9 (48)                       | 20 (68)                      |
| أدنى درجة حرارة °م (°ف)           | −4 (25)                      | 0 (32)                       | 4 (39)                       | 10 (50)                      | 15 (59)                      | 19 (66)                      | 19 (66)                      | 20 (68)                      | 19 (66)                      | 9 (48)                       | 4 (39)                       | −1 (30)                      | −4 (25)                      |
| الهطول مم (إنش)                   | 71 (2.8)                     | 80 (3.1)                     | 81 (3.2)                     | 46 (1.8)                     | 34 (1.3)                     | 78 (3.1)                     | 356 (14.0)                   | 370 (14.6)                   | 140 (5.5)                    | 25 (1.0)                     | 16 (0.6)                     | 38 (1.5)                     | 1٬335 (52.5)                 |
| متوسط أيام هطول الأمطار           | 5                            | 7                            | 8                            | 5                            | 3                            | 4                            | 12                           | 13                           | 8                            | 2                            | 1                            | 3                            | 71                           |
| [بحاجة لمصدر]                     |                              |                              |                              |                              |                              |                              |                              |                              |                              |                              |                              |                              |                              |